# ドラゴンボールの登場人物
ドラゴンボールの登場人物（ドラゴンボールのとうじょうじんぶつ）では、鳥山明の漫画『ドラゴンボール』およびそれを原作とするアニメ『ドラゴンボール』、『ドラゴンボールZ』、『ドラゴンボールGT』、『ドラゴンボール改』、『ドラゴンボール超』、『ドラゴンボールDAIMA』に登場する人物について説明する。
本記事中の『元祖』、『Z』、『GT』、『改』、『超』、『DAIMA』の表記は、それぞれアニメ『ドラゴンボール』、『ドラゴンボールZ』、『ドラゴンボールGT』、『ドラゴンボール改』、『ドラゴンボール超』、『ドラゴンボールDAIMA』を指す。『TVSP』はテレビアニメスペシャルを指す。
- 原作に登場しないアニメオリジナルキャラクターはドラゴンボールのアニメオリジナルの登場人物を参照。
- アニメおよび漫画『ドラゴンボール超』のキャラクターはドラゴンボール超の登場人物を参照。
- ゲームオリジナルキャラクターはドラゴンボールのゲームオリジナルの登場人物を参照。

担当声優はアニメ版をはじめとする各種メディアミックス作品での表記。なお、個別記事のあるキャラクターに関しては、一部表記を省略している。

## 主要キャラクター（戦士）
以下に戦士として挙げる者は、常に最前線で戦闘を繰り広げた者たち。アニメ『ドラゴンボールZ』を取り扱った書籍などでは「Z戦士」と呼称されることもある。

### サイヤ人
孫悟空
声 - 野沢雅子
本作品の主人公。純粋で心優しい地球育ちのサイヤ人。サイヤ人としての名は「カカロット」。様々な師の下での修行と強敵やライバルとの死闘を経て、最強を求める格闘戦士へと成長していく。多くの仲間にも恵まれ、後に家庭を持った。
ベジータ
声 - 堀川亮（現：堀川りょう）、三野雄大（ミニ形態(DAIMA)）
サイヤ人の生き残りであり、超エリートに属する惑星ベジータの王子。ナッパとともに地球に襲来し悟空たちと死闘を繰り広げる。
初期の頃は冷酷残忍で冷徹な性格だったが、なし崩しに共闘を続けるうちに悟空やブルマたちに感化されて、戦士としてのプライドや威厳は変わらないものの次第に残忍さは薄れていく。ブルマと結ばれトランクスとブラの父親となる。フリーザ編以降悟空をライバル視している。

### サイヤ人と地球人との混血
孫悟飯
声 - 野沢雅子
孫悟空とチチとの長男および悟天の兄であり、ピッコロを闘いの師匠に持つサイヤ人と地球人の最初の混血。悟空不在時には主人公を担う。
初期は気弱で泣き虫な性格だったが、ピッコロに強引に修行に駆り出され彼との関わりを通じて精神的に成長し、悟空たちと共に数々の強敵と闘う。ナメック星人の子供・デンデとは親友同士であり、父の親友でもあるクリリンとも仲が良い。師匠であるピッコロのことも両親と同じように尊敬している。
チチの教育もあって頭脳明晰で礼儀正しい性格で闘いは好まないが、仲間の危機に逆上すると凄まじいパワーを発揮する。後に学者になり高校時代から付き合いがあったビーデルと結婚し、パンという娘ができる。
トランクス
声 - 草尾毅、代永翼（ミニ形態(DAIMA)）
ブルマとベジータの長男で、サイヤ人と地球人の混血。人造人間編においては未来から来た青年として戦った。魔人ブウ編においては、親友の孫悟天とフュージョンして魔人ブウと闘う。
『GT』ではレギュラーの1人として登場し、青年に成長している。
孫悟天
声 - 野沢雅子
孫悟空とチチとの次男。孫悟飯の弟であり、サイヤ人と地球人の混血。容姿は父親似だが、性格は少々甘えん坊。年齢が近いトランクスとは親友同士である。
パン
声 - 皆口裕子（Z、GT、超）、柿沼紫乃（改）
悟飯とビーデルの娘で孫悟空の孫。サイヤ人のクオーター。原作や『Z』では物語の終了間際に僅かに登場した。『GT』ではメインキャラクターとなって登場し、最終話の最後とTVSPでは年老いた姿で登場。
TVSP『悟空外伝！勇気の証しは四星球』では玄孫の代まで生きており、祖父と瓜二つの玄孫に祖父の名である悟空と名付けている。

### ナメック星人
ピッコロ（マジュニア）
声 - 古川登志夫、山口智広（ミニ形態(DAIMA)）
ピッコロ大魔王の息子かつ分身にして生まれ変わり。当初は悟空たちと敵対するが、サイヤ人の地球襲来で初めて手を組む。その後は悟飯の師匠となって暮らしていくうちに悪の心が薄れ、悟空たちと共に地球の平和を守るため数々の強敵と闘う。
人造人間編まで最前線で戦い、魔人ブウ編でも参戦はしたが前線で戦うことはなかった。

### 地球人
ヤムチャ
声 - 古谷徹、鈴木崚汰（DAIMA）
元盗賊。悟空たちと仲間になり、亀仙人に弟子入りしたことで武闘家として成長し、クリリン同様地球人として考えられる次元を超えたトップクラスの実力者となった。戦士の中では悟空の最も古い仲間。ブルマは長年の交際相手だったが破局する。
人造人間編までは参戦していたが、魔人ブウ編以後は前線から退く。
クリリン
声 - 田中真弓、金田アキ（ミニ形態(DAIMA)）
元は多林寺という拳法の寺で修行していたが、亀仙人に弟子入りした。悟空の兄弟弟子であり親友。鼻がなく、額にある六つの灸の痕が特徴。初登場時はさほどの強さではなく、悪賢い性格だったが、修行を続けることで超人的な強さを体得していくと共に、精神的な面でも成長していった。モテないことが悩みだったが後に18号と結婚する。
人造人間編までは参戦していたが、魔人ブウ編以後は前線から退く。
天津飯（テンシンハン）
声 - 鈴置洋孝（元祖、Z）、緑川光（改、超）
鶴仙人の弟子として登場した悟空の初期のライバル。悟空との闘いを経て鶴仙人の下を離れ仲間となる。額の第三の目が特徴。多彩な技や特殊能力の持ち主で、クリリンやヤムチャ同様高度な戦闘力を誇る。彼らと違って修行を一切中断することなく日々続けている。
人造人間編までは参戦していたが、魔人ブウ編以後は前線から退く。それでも要所要所で活躍する場面もある。実は純粋な地球人ではなく宇宙人・三つ目人の末裔である。
餃子（チャオズ）
声 - 江森浩子
天津飯を「天さん」と呼び、兄のように慕う鶴仙流の同門。テレパシーや金縛りなどの強力な超能力が使える。主要戦士よりは非力だが芯が強い。
天津飯と共に原作終盤まで修行は続けていたものの、人造人間編以降は天津飯の配慮により参戦する機会はなかった。

## 主要キャラクター（非戦士）
以下の者は、戦士たちのサポートを行っている者たち。

### 地球の武道家
主要戦士には劣るが、戦闘の達人たち。
亀仙人
声 - 宮内幸平（元祖、Z第2話 - 第260話）、増岡弘（Z第288話、GT）、佐藤正治（改、超）、金光宣明（ミニ形態(DAIMA)）
悟空たち亀仙流の師匠。亀仙人は異名で、かつては武天老師（むてんろうし）の尊称で世界最強と呼ばれた武道家。弟子たちには抜かれつつも本気になった時の最大出力のかめはめ波や肉弾戦などの強さは必ずしもひけをとらない。
チチ
声 - 荘真由美（元祖、Z第1話 - 第66話）、渡辺菜生子（Z第88話 - 最終回、GT、改、超）、加隈亜衣（ミニ形態(DAIMA)）
亀仙人の弟子である牛魔王の娘。少女期に悟空と会う。後に彼の妻となり、孫悟飯や孫悟天を産む。父親から学んだ亀仙流の技で、天下一武道会予選を勝ち抜くほどの武道の達人。ブルマ同様、怒ると悟空を含む地球の戦士たちも頭が上がらなくなるほど気が強い。
子供たちの教育には厳しく、とりわけ悟飯に対しては「武闘家としてではなく学者として立派になってほしい」との願いから教育ママとして振舞うことが多かったが、人造人間編以降は悟飯が戦うことにある程度は理解を示すようになる。魔人ブウ編後を描いたアニメオリジナルストーリーでは悟空と共に農業を営んでいる。
牛魔王（ぎゅうまおう）
声 - 郷里大輔（元祖、Z、改4話 - 18話、劇場版4作）、大友龍三郎（改55話 - 159話、劇場版18作）
フライパン山に住む4メートル強の大男で、亀仙人の2番弟子。ウーロンがいうには「学校の教科書に載るほどの有名人」であり、かつては、各地から金銀財宝を奪い、自分の城の財宝を狙う者をことごとく殺害した。チチの父親でもあり、彼女を産んですぐに妻が他界したため、男手一つで娘を育てた苦労人の面も持つ。訛りのある言葉で話すのが特徴的。5月6日生まれで血液型O型。
ドラゴンボールを探しにフライパン山にきたブルマ一行に自分の財宝を狙ってやって来たと思って襲い掛かるが、悟空の所持品を見てすぐに素性を知り打ち解ける。「悟飯さんの孫なら娘をやってもいい」とまで言い放つ豪放磊落な性格でもある。
エイジ739、赤ん坊のチチとともにピクニックに行っている最中に、牛魔王の城がある涼景山に火の精が落ちてきて山が火だるまになり、涼景山はフライパン山と呼ばれる場所になるが、後にフライパン山の火を消すために悟空が連れて来た亀仙人と再会し、無闇に殺生をしないようにと諭されてからは温厚になっていく。山がかめはめ波で消し飛んだ後に、山の城に蓄えていた財産を拾い集めており、後に孫一家の生活費として使われることになる。
『元祖』31話で娘のチチとともに再登場した際には、改心して村人たちと仲良く暮らしており、中華風の屋敷を建てそこに住んでいた。チチと悟空の祝言を挙げるために村人にその準備を手伝わせており、地元の豪族のように振る舞う。また、村をレッドリボン軍が襲撃した際には率先して迎撃に向かい、網で捕らえられた際には自分に恨みを持った連中の仕業だと考えて、過去の悪行に対する報いと受け止める。
娘のチチが小さな頃はゴーグルと一体化した牛のような角と水色の長い羽飾りがついたヘルメットと、赤いマントとプロテクターを着用している。第23回天下一武道会以降は牛のような角がついた帽子と白い半袖シャツと眼鏡を着用し、かつての乱暴者の面影はなくなる。この服装は鳥山明がアニメの参考用にデザインしたものであり、原作にも登場している。アニメではしばしば悟空のことを「ムコ殿」と呼び、悟空からは結婚後も「オッチャン」と呼ばれている。悟飯が生まれた後は人当たりのよい祖父となり、悟空にたびたび苛立つチチをなだめるなど悟空に対しても寛容である。後には曾孫まで生まれたが、牛魔王自身は外見に老化がほとんど見られない（アニメでは、髪と髭の色がやや薄くなっているものの全体像は変化無し）。
かめはめ波は使えない。これに対し鳥山は「牛魔王は技というより力の方のタイプだし、ちょっと実力がともなわなかったからでしょうね」と答えている。また、鳥山は料理の得意なキャラクターとしてヤムチャと共に牛魔王を挙げている。
『超』では、魔人ブウ戦から数年後の悟飯とビーデルが結婚した頃にはあまりお金が残っていない。『超』第1話では牛肉親善大使認定証をもらっている描写がある。
『GT』では第31話で娘のチチたちと共にベビーに洗脳された1人として登場しており、ベビー戦後に開かれたパーティーに参加したのが最後の登場。
命名は『西遊記』の牛魔王から。登場エピソードも『西遊記』のものからとられている。
ヤジロベー
声 - 田中真弓
元は狩猟生活をしていた日本刀の使い手。少年期の悟空とほぼ互角に闘うほどの武術の達人でもある。小心者で闘いにはあまり参加しないが、サイヤ人編ではベジータの尻尾を斬り落とす活躍をみせた。パワーとタフネスぶりは常人を超えているが、舞空術は使えない。
ミスター・サタン
声 - 郷里大輔（Z、GT）、石塚運昇（改、超）、江原正士（ゲーム『カカロット』以降のゲーム）、櫻井トオル（ミニ形態(DAIMA)）
格闘技世界チャンピオンで、セルゲームから登場。一般市民の間では「格闘界の超大天才」や「脅威から世界を救った宇宙最強のヒーロー」と認識されている。地球規模におよぶ知名度を持つ英雄で調子に乗りやすいが、一般人を惹きつける派手な口上やパフォーマンスは得意。世界的に武道のレベルが大幅に低下した時代での話故に実力は悟空たちに遠く及ばないが、困っている人を放っておけない正義感の持ち主。
ビーデル
声 - 皆口裕子（Z、GT、超）、柿沼紫乃（改）
ミスター・サタンの娘で、孫悟飯が通うオレンジスターハイスクールのクラスメイト。銃を持った銀行強盗相手でも素手で圧倒する程の実力者で、父親のサタンを遥かにしのぐその強さは確かなものだが、父親を既に超えているその自覚はない。悟飯に舞空術を習う修行の過程で、悟飯に惹かれていく。後に結婚し、一女（パン）をもうける。
ウーブ
声 - 浦和めぐみ（Z、改）、私市淳（GT）
魔人ブウ（純粋）の魂が閻魔大王により善人に転生した地球人。南の島の貧しい村の出の5人兄弟の長男で、貧しい一家を支えている。村では幼い頃から既に強い力の持ち主であったが母親には「世界は広くてもっと強い人がいっぱいいる」と教育されていた。エイジ774生まれ。舞空術を知らず気功波の類も一切修得していないが、無意識で気合い砲を放って悟空を怯ませる場面がある。天下一武道会で悟空と対戦し、武道に関してほぼ素人にもかかわらず悟空と渡り合い、その高い潜在能力から悟空や仲間たちを驚愕させる。試合は中断され悟空がウーブを育てる事を決めた事で彼に師事し、2人で会場から飛び去り原作の物語は幕を閉じる。
名前はブウを逆から読んだものとなっており、悟空は「妙な偶然」と言いながらもブウの生まれ変わりの理由の一つと見ていた。
『超』では悟空が閻魔大王にブウ（純粋）が人間に生まれ変わったことを聞いてその存在を知っていた他、デンデからは力の使い方を教えるべきだと言われていたことが明かされた。アニメは台詞のみであったが、漫画では力仕事をしながら弟か妹をあやしている場面が描かれた。
『GT』では5年間の修行を終え悟空と激戦を繰り広げるまでに成長する。真面目で礼儀正しい性格。ベビー編では完全体のベビーと善戦するが、敵わずミスター・ブウと融合する。その後は跳ね返された変化光線をわざと食らってベビーの体内に入り込み、内部から攻撃するという頭脳戦も見せる。師匠である孫悟空と地球のヒーローであるミスター・サタンに憧れている。天下一武道会決勝戦では変装していたパパイヤマンの衣装を脱ぎ、本気でサタンに挑むが同化したブウから制止され勝ちを譲った。当初は釈然としない様子だったが、祝福されるサタンを見て素直に祝福する。超一星龍戦では悟空とベジータのフュージョンに感動して悟飯たちにフュージョンを申し出るが、右腕を負傷していたためお預けとなる。
鳥山明の漫画『ネコマジンZ』に1コマだけゲスト出演している。悟天やパンら悟空の家族と共に、原作最終話より成長した亀仙流の道着姿で登場。ネコマジンZとは兄弟弟子に当たり、すでに面識があった。

### 地球人
戦闘能力は持たないが、戦士たちをサポートした者たち。
ブルマ
声 - 鶴ひろみ（元祖、Z、GT、改、超）、久川綾（劇場版第20作、DAIMA）、中原麻衣（ミニ形態(DAIMA)）
悟空が出会った最初の仲間。全ての物語の引き金となったカプセルコーポレーションの令嬢。ヤムチャと交際するが、後に喧嘩が絶えず破局する。その後、ベジータと結ばれ、トランクスとブラを授かる。
自他ともに認める天才であり、様々なメカの発明・改造によって仲間たちをサポートする。お嬢様気質で立場が弱くなると逃げようとしたり文句が多い。わがままな面もあったが物語が進むにつれて仲間や家族思いな面が目立つようになっていく。
気が強い性格で、悟空や後に家族となるベジータたちを含む地球の戦士たちはもちろん、『超』ではビルスやウイスでさえも頭が上がらなくなるほどである。
ウミガメ
声 - 郷里大輔（元祖、Z、GT、特別編）、藤本たかひろ（改、超、DAIMA）
元々はただのアカウミガメだったが、何百年の間に人語を話すようになった。亀仙人の愛亀。松茸狩りの最中に迷い、1年以上も陸地をさまよい続けていた際に悟空とブルマに出会う。ブルマは塩水を与え飲ませたものの見捨てようとしたが、悟空が海辺まで連れて行き、無事に亀仙人の下に帰る。このお礼としてウミガメが連れてきた亀仙人から悟空は筋斗雲をもらい、ブルマは亀仙人が首にぶら下げていた三星球を手に入れる。亀仙人の海上での移動手段にもなっている。
性格は真面目で、亀仙人の好色ぶりに呆れているが、心の底では立派な武術家として慕っている。ピッコロ大魔王編で亀仙人の戦死を聞いた際やその後ドラゴンボールで生き返った際は涙を流す。悟空やチチ（アニメのみ）からは、「ウリゴメ」と誤った呼称で呼ばれることもある。
アニメでは悟空の魚取りに付き合った際、息子・タローと再会した。年齢は亀仙人より遥かに年上で1000歳を越えており、エイジ763時点で1000回目の誕生日を迎えている場面もある。オリジナルストーリーのガーリックJr.編ではクリリンの当時の恋人に絡むヤンキー3人をカンフーで撃退しており、その際には後ろ足で立っていた。『超』では亀仙人の教えのもと、悟空の魔封波習得のための練習台となる。『GT』では最終回に登場し、クリリンによく死ぬことを突っ込むが、逆に未だにウミガメが健在であったことを突っ込まれる。
『超』第66話では、未来トランクスがいるもう一つの歴史では人造人間17号・18号やゴクウブラックによる災厄を生き抜いていたことが判明し、カメハウスの屋根の上でトランクスに気が集まって行く様子に驚いていた。
ウーロン
声 - 龍田直樹
様々なものに変化できる口が悪くスケベな子ブタ。南部変身幼稚園出身で変身能力を学んでいたが、先生のパンツを盗んで追い出された過去を持つ。このため変身時間は5分しか持たず、変身後は1分の休憩を要する。変身能力を駆使して住民たちにイタズラをしていたところを悟空の活躍により捕らえられ、一行に加わる。後にヤムチャたちと一緒にブルマ宅の居候となった。
プーアル
声 - 渡辺菜生子
ヤムチャを慕う、猫のような動物型地球人。空を飛ぶことができ、ウーロンとは幼馴染み。そのため変身能力を持つが、南部変身幼稚園をきちんと卒業しているため、ウーロンより優秀。後にヤムチャたちと共にブルマ宅の居候となった。礼儀正しい性格で、言葉遣いが丁寧。
ランチ
声 - 小山茉美
のんびりとした穏やかな性格だがくしゃみの度に凶暴な人格と入れ替わる不思議な女性。凶暴な人格が表に出ると金髪になりサブマシンガンを乱射し、強盗などの悪事を行う。天津飯に惚れこみ、サイヤ人編以降は天津飯を追いかけて消息不明になる。

## 主要キャラクターの周辺

### 地球
アニメにおける担当声優は『Dr.スランプ アラレちゃん』に同じである。
ウーロンの狙った娘
声 - 本多知恵子
ウーロンが悪さをしていた村でウーロンが目を付けていたインディアン風のおしとやかな雰囲気の女の子。悟空が性別を調べるために股を叩かれた。
手斧を持ったおやじ
声 - 田中亮一
ウーロンの狙った娘の父親であり、村の村長。悟空を娘をさらいに来たウーロンが化けた姿と間違えて手斧で攻撃した。事情を知った後は和解するが、ウーロン来襲時、勝手に「ブルマが娘の身代わりになってウーロンのもとへ行く」と言って娘を安心させたためブルマに怒られた。
パオズばあちゃん
声 - 鈴木れい子
ウーロンが悪さをしていた村でドラゴンボール（六星球）を持っていた人物。ドラゴンボールを渡す代わりに、悟空にウーロン退治を依頼する。悟空が性別を調べるためにパオズばあちゃんの股を叩いた際にはにかんでいた。
名前の由来はパオズ（中国語で饅頭のこと）。
パチンコ小僧
ウーロンが悪さをしていた村で背後から変身したウーロンをパチンコで狙撃した勇敢な男の子。それに対する痛がり方を見て悟空はウーロンが実は強くないことに気づいた。
子ガメラ
カメハウスからフライパン山まで移動する際に登場したガメラの子供。航行移動手段のウミガメに対し亀仙人の飛行移動手段として登場。亀仙人がその名を叫んで召喚するとクルクルと回転しつつ、頭と手足を甲羅の中に隠し、手足が生えている甲羅の穴から火を噴きながら飛んでくる。回転しているため、降りたときの亀仙人は目を回す。ウミガメ同様に言葉を話す。
『超』では亀仙人の飛行手段として再度登場している。
スノ
声 - 渡辺菜生子（元祖）、田中真弓（ゲーム『 Sparking! METEOR』、『カカロット』）、江森浩子（ゲーム『天下一大冒険』）
雪の中で遭難した悟空を救い出したジングル村の少女。髪の色は赤。父（声 - 佐藤正治）、母（声 - 鈴木れい子）との3人家族。ホワイト将軍に村長を人質に取られ、父親を含め村の男性がドラゴンボール探しに駆り立てられていたため、ドラゴンボールへの印象は当初良くなかった。エイジ740生まれ。アニメでは悟空と初対面時のエピソードのサブタイトルに名前が登場したが、原作では魔人ブウ編で初めて名前が登場した。
アニメのピッコロ大魔王編では、国王に花束をあげる役の1人に選ばれ、キングキャッスルに赴くが、ピッコロ大魔王の事件に巻き込まれる。ピッコロ大魔王が気づいていないことから、銃を向けるが、引き金を引くことはできなかった。その後、ハッチャンに助けられ、救助活動に勤しみ、ピッコロ大魔王を倒したのが悟空であると確信する。
魔人ブウ編では、悟空を知る者の1人として、いち早く元気玉の呼びかけに応えて手を上げる。『GT』では究極ドラゴンボールでの地球消滅の避難の際に悟空と再会している。
防災アニメ『ドラゴンボール 悟空の交通安全』にも登場。『ドラゴンボール改 サイヤ人来襲』では成長した姿で登場している。
ゲーム『カカロット』では魔人ブウ打倒後にも登場。ジングル村が食料不足のためベルズ村に調達に来ていた所を悟空と20数年ぶりに再会する。
名前の由来はスノウ（雪）から。
人造人間8号
声 - 飯塚昭三、宝亀克寿（ゲーム『ドラゴンボール レジェンズ』）
フランケンシュタインの怪物のような外見をした人造人間。戦いを嫌う優しい性格で悟空と仲良しになり、名前が呼びにくいために「ハッチャン」と名付けられた。この名前は本人も気に入っている。ホワイト将軍を倒し悟空と別れた後はジングル村で8号を気に入った村長夫妻と共に住む。アニメではフラッペ博士に体内の自爆装置を除去してもらった。
村長
声 - 槐柳二（元祖）、平井啓二（ゲーム『天下一大冒険』）
ジングル村の村長。ホワイト将軍に人質に捕られ、マッスルタワーの最上階に幽閉されていた。最上階で悟空とホワイトが対峙した時に銃を突きつけられ、「自分はどうなってもいいからホワイトを倒せ」という言葉を悟空が真に受けた際には残念がるなど、小心者の部分があるが、悟空に助けられた後は村人の命を守るため、ドラゴンボールを隠し持っていた8号の人柄を気に入り彼を引き取る。エポック社の玩具『マッスルタワーの闘い』では「ニーバ村長」と名前が付いている。
ブリーフ
声 - 八奈見乗児（元祖、Z、改第21話 - 第98話、劇場版第7作、第11作、第18作）、田中亮一（改第123話 - 第127話、劇場版第19作、超）
カプセルコーポレーションの社長でブルマの父。西の都大学理工学部卒。同大学院理工学研究科博士課程修了。専攻は物理化学。世界最高クラスの科学者と言われており、西の都で知らない人はいないほどの大変な大金持ち。ホイポイカプセルも彼の発明品である。
ブルマの母
声 - 向井真理子（元祖、Z第46話 - 第118話）、川浪葉子（Z第124話 - 第246話、改、劇場版第18作）、江森浩子（Z第137話 - 第167話、劇場版第11作、超）
ブルマの母でブリーフの妻。娘とは正反対の穏やかな性格で天然ボケ。世界の危機に際してもマイペースでおっとりしている。また、相手が誰であろうと「ちゃん」を付けて呼ぶ癖がある。いい男に目がなく、成長して逞しくなった悟空を見てデートを申し込んだり、アニメではベジータをトレンディと評して（広い額が個性的と評したこともある）それぞれを唖然とさせることもある。アニメでは悟飯は彼女のことを苦手と発言している。
原作では個人名が設定されておらず、スピンオフ漫画『ドラゴンボールSD』では「パンチー」という名前が付いている。
ゲーム『ドラゴンボールZ カカロット』のサブストーリー「博士とドジと発明」では、前述の名前とは違い「ビキニ」という名前が付けられている。
お巡りさん
声 - 戸谷公次
西の都の警察官。西の都でブルマの家を探す悟空をエアスクーターで案内してくれた。ただし、素性の知れない悟空をブルマと引き合わせることに疑念もあった様子。調子が悪かったエアスクーターをついでにブリーフ博士に直してもらったが、逆にスピードが出すぎて車と事故を起こし、運転手から説教されていた。
ウパ
声 - 堀江美都子（元祖）、大倉正章（Z第13話）、渡辺菜生子（ゲーム『偉大なる孫悟空伝説』）、草尾毅（Z第285話、改）
聖地カリンの番人でボラの息子。桃白白によって父を殺され、生き返らせるために悟空のドラゴンボール探しを手伝う。体が小さく非力で、父や悟空に守られることが多いが、父親譲りの強く勇敢な心をもち、悟空を手助けすることもある。少年期には小柄で可愛い容姿からクリリンに性別を間違えられたこともある。父や悟空のことを尊敬しており、筋斗雲に乗れる。父が生き返り悟空と別れた後、ピッコロ大魔王編にも登場。魔人ブウ編では凛々しい青年に成長している。アニメでは鳥山明により大きくなったウパがデザインされ、『Z』第13話で登場した。『GT』では究極ドラゴンボールでの地球消滅の避難の際に成人したウパが悟空と再会するシーンもある。
ゲーム『カカロット』ではエンディング後に父と共にサブストーリーに登場。聖地カリンの木々が内側から腐る「カレチャウ病」に罹ったことで悩んでいたが、悟空の協力によって解決する。ブルマの名前が出た際には「色々と個性的な人だったから」と覚えていた。
名前の由来は鳥山のアシスタント・まつやまたかしの飼っていた犬から。
ボラ
声 - 銀河万丈（元祖、Z13話、ゲーム『天下一大冒険』、『突撃!レッドリボン軍』）、江川央生（改）
ウパの父親で聖地カリンの戦士。インディアン（ネイティブ・アメリカン）のような格好をしている。銃弾をも受け付けない鍛え抜かれた体を持ち、聖地カリンに襲撃してきたイエロー隊を単身でほぼ全滅させたほどの実力を持つ。後に現れた桃白白には歯が立たず、槍で胸を貫かれて殺されるが、ドラゴンボールによって生き返り、本編中で生き返った最初のキャラクターとなる。若い頃にカリン塔に登る挑戦をしたが、登り切ることはできなかった。
レッドリボン軍編にて生き返った後ピッコロ大魔王編にも登場。悟空とヤジロベーがカリン塔に登る時に手助けをする。魔人ブウ編でも成人した息子とともに登場しており、悟空の元気玉に協力する。頭髪や顔の皺などに老齢を感じさせたもののガッシリとした体躯は健在である。
鳥山は「特に名前の意味はないと思います」と語っている。
占いババ
声 - 滝口順平（元祖、Z第7話 - 第34話）、田中真弓（Z190話 - 272話、改、超）
亀仙人の姉。占いババというのはアダ名であり、本名は不明。年齢は500歳以上で亀仙人より200歳近く年上。悟空たちとはレッドリボン軍壊滅後、所在不明のドラゴンボールの行方を占うために亀仙人の紹介で出会う。砂漠の宮殿に住んでいて、必ず当たる占いをする代わりに1000万ゼニーの法外な料金を請求する。格闘マニアでもあり、金のない者には自分が用意した5人の強者と闘わせるのが趣味。悪魔の便所と呼ばれる命がけの危険な闘技場で戦わせるため、ブルマいわく「姉は悪趣味、弟はスケベ、最低の姉弟」とのこと。自分のことを歌詞に乗せた歌も歌う。アニメでは閻魔大王や界王、大界王とも知り合い。死後の世界にも精通していて、死者を一日（24時間）だけこの世に呼び戻すことができる。この力で悟空の養親である孫悟飯、悟空、ベジータ、『超』ではフリーザをあの世から呼び戻している。
悟空が子供の頃、「あいつはやがて世界を救う」と予言し、悟空は実際にピッコロ大魔王の恐怖から世界を救う。占いの能力については限界もあり、ベジータたちの地球襲来に関しては「このわしにも今度ばかりは未来が読めぬ」と言っている。
守銭奴で亀仙人に対して厳しいが、ピッコロ大魔王戦後、皆を生き返らせるために如意棒を探していた悟空に対し（ピッコロを倒すような強さの者と選手を闘わせても無駄だという判断もあって）「弟の命のためにも」と無料で占っており、姉弟仲は悪くない。
水晶球を使って遠隔地の映像を映し出す力を持つため、アニメではよく闘いを中継するテレビモニター代わりに使われる。
プレイディアとファミリーコンピュータで発売された『ドラゴンボールZ外伝 サイヤ人絶滅計画』にて川で赤いふんどしを洗うシーンがある。
オバケ
声 - 田中亮一
占いババの宮殿の案内係。比較的丁寧な口調で話す。惚けた風にデフォルメされた外見をしている。
孫悟飯（じいちゃん）
声 - 阪脩（元祖、Z第32話）、あずさ欣平（TVSP）、千葉繁（改）
孫悟空の養親。亀仙人の一番弟子であり、武術の達人。悟空の長男・悟飯の名は彼にあやかって命名された。
武泰斗（むたいと）
声 - 内海賢二
亀仙人と鶴仙人の師匠。
ピッコロ大魔王が最初に襲来した際、亀仙人と鶴仙人が見守る中、大魔王を魔封波で電子ジャーに封じ込めることに成功し、その代償で命を落とす。
アニメ『元祖』102話ではピッコロ大魔王に手も足も出ずやられ、亀仙人と鶴仙人の治療で一命を取り留めた後、修行の旅で魔封波を会得（原作では自身があみ出したことになっている）して帰り、ピッコロ大魔王を封印するまでの様子が描かれた。原作では単独でピッコロ大魔王を封印したが、アニメでは亀仙人が電子ジャーを閉める役を務める。また、武泰斗が魔封波を編み出している最中、亀仙人は山に身を潜め、鶴仙人は正義に絶望し、悪の道に走ったことが語られた。
天界での修行の一環で過去にタイムスリップした悟空にも教えを説いており、悟空との立ち合いでは座ったままの姿勢で攻撃をいなし、気を込めた人差し指で悟空を壁に叩きつけて勝利。他にも気を手刀の指先に集中させて光線として一気に放ち、滝から流れ落ちる水を真っ二つにしてみせた。
鳥山明は「名前の由来は思い出せない」と語っている。なお「泰斗」という言葉には、「仰ぎ尊敬される人」という意味がある。
国王
声 - 八奈見乗児、龍田直樹（ゲーム『ザ ブレイカーズ』）
長年に渡り国王の地位に就く、犬の姿をした動物型地球人。ピッコロ大魔王が復活したとき、キングキャッスルに攻め込まれて国王の権限を譲渡するように脅された。
ピッコロ大魔王から世界を救った名も無き少年（孫悟空）のことを知る数少ない人物でもあり、セル撃破に向かった軍隊が殲滅された際に、テレビ演説でこのことを述べている。セルゲームに現れた成長した悟空の姿に少年の面影を感じ、同一人物ではないかと思っていたが、超サイヤ人化した頭髪から別人としている。アニメではピッコロ大魔王が現れた時点で国王に就任して20年となっており、『Z』の魔人ブウ編で悟空の元気玉に協力する際も国王として登場している。
『GT』では第40話でサタンが面会する場面がある。第42話では国民に避難命令を掛けていた。
『ドラゴンボールZ カカロット』では、かつて普通の人間がアニマリンという薬を使って獣人になるブームがあり、世界国王も獣人になったという設定。
オレンジスターハイスクールの生徒

イレーザ
声 - 浦和めぐみ
オレンジスターハイスクールに通う金髪ショートカットの女子生徒。編入してきた悟飯に最初に話しかける。悟飯のことを「かわいくて好みのタイプ」と評し、照れ屋とも思っていた。ビーデルとは仲が良いようである。名前のアルファベットでのスペルはERASA。天下一武道会にはシャプナーらとともにビーデルの応援に駆けつける。エイジ756生まれ。
シャプナー
声 - 結城比呂（Z）、真殿光昭（改）
オレンジスターハイスクールに通う金髪のロングヘアーの男子生徒。ボクシング部に所属していて、キザな性格で当初は悟飯をガリ勉で運動ができないと思い込み、田舎者扱いする。エイジ756生まれ。
体育の授業でベースボールの試合を行った時、悟飯に超人的なジャンプ（約8メートル）でホームランを阻止され、また、脅しのつもりで投げたビーンボールを悟飯が避けようとせず、ぶつけられても平然としていることに驚く。この後、悟飯が運動能力優秀と見てボクシング部に誘ったが断られる。
悟飯の資質を認めてからは完全に見直して友好的に接するなど根はいい人物で、悟飯が天下一武道会に出場していたことを知ると応援している。アニメ『Z』ではビーデルに好意を持っており、デートに誘おうとしたが断られ、ビーデルと親しくするグレートサイヤマンを敵視するが、正体が悟飯と知ってからは応援している。劇場版『ドラゴンボールZ 龍拳爆発!!悟空がやらねば誰がやる』では、正体がばれているのにグレートサイヤマンとして活動する悟飯を苦笑しながらも応援している。メインキャラクターではないが、アニメのオープニングで悟空の仲間が全員集合しているシーンにイレーザと共に描かれている。『カカロット』では原作同様悟飯と野球の試合をするほか、ゲームクリア後プレイできるミニゲームの野球対決では初級の相手として再試合することが可能。
同級生
声 - 松本大督（改）
本名不明。オレンジスターハイスクールに通う眼鏡を掛けた悟飯の同級生の男子生徒。シャプナーと同様に悟飯を田舎者扱いの小ばかにしているところがあった。ビーデル、シャプナー、イレーザとよく一緒におり、天下一武道会でもシャプナーとイレーザと共にビーデルを応援しに観戦しに来ていた。双眼鏡で、グレートサイヤマンの正体が悟飯だと知るとシャプナーとイレーザと共に悟飯を応援していた。

マーロン
声 - 鈴木富子（Z、GT、劇場版第14作）、牛田裕子（改、超）
クリリンと人造人間18号の間に生まれた女の子。幼少期にはクリリンに似て鼻がなかったが、成長後には鼻が描かれている。名前は最終回直前に判明。第25回天下一武道会を観戦しており、アニメでは原作よりも台詞が多く、ウーロンやヤムチャ、プーアルと一緒にいる場面も多い。クリリンを「お父さん」と呼んでいるほか、アニメでは「父ちゃん」「パパ」、18号を「お母ちゃん」「ママ」と呼んでいる。まだ幼少なので頻繁に泣き出すシーンが多かった。その後、天界の神様の神殿にて魔人ブウにチョコにされ、食べられて死亡するが、ドラゴンボールにより復活する。エイジ771生まれ。
登場当初から髪型は上方でリボンで二つ括りにしており、原作では最終回で髪止めが変わった他は髪型に変化は無いが、劇場版『神と神』および『復活の「F」』、『超』ではおかっぱ頭になっており、『GT』ではお下げ髪になり前髪も下ろしており、帽子をかぶっている。
『超』ではクリリンの武道家復帰を応援したほか、叔父の17号と再会する場面がある。18号によるとクリリンが思っているよりずっとタフだという。宇宙サバイバルの間、17号の仕事を代行するトランクスや悟天と共に島に滞在した。
『GT』では第30話初登場。初登場時は姿のみで、初めて喋ったのは第36話。若干性格が母親の18号似で、ベビーによって洗脳された際にクリリンが魔人ブウの割り込みを許したせいでツフル星に行けなかったことに怒り、第36話でうっぷん晴らしに18号と洋服などを大量に買いクリリンを荷物持ちにさせた。
悟空が心臓病で死去した次元においては、こちらの18号は17号と共にクリリンをも殺害しており、後にトランクスに倒されて死亡しているため誕生していない。
名前の由来は「マロン（栗）」から。
ベエ
声 - 鈴木富子（Z）、鈴木真仁（改、超）
魔人ブウが連れてきた犬。ブウは驚かすこと（その後逃げようとしたら殺すつもりだった）を目的に自宅へ連れて来るが、怪我を治してもらったことで大いに喜び、ブウに懐くようになる。悪人にサタン同様に危害を加えられたために純粋悪のブウを生むきっかけになった犬であり、また、登場期間の中では一度も死んでいない。その後、サタンのペットとして暮らし成犬となる。エイジ774生まれ。
劇場版『ドラゴンボールZ 龍拳爆発!!悟空がやらねば誰がやる』では、タピオンやトランクスと遊んでいる。
鳥山いわく「ブウ」を1字ずつずらしたのが名前の由来。
ブラ
声 - 鶴ひろみ 、久川綾（劇場版20作）
ブルマとベジータの娘でトランクスの妹。容姿はブルマ似。原作では最終回近くに登場。エイジ780生まれでパンより1歳年下。名前の由来は「ブラジャー」から。

### 天界関連
カリン
声 - 永井一郎（元祖、Z26話 - 169話、改）、龍田直樹（Z217話 - 241話）、魚建（超、DAIMA）
カリン塔に住む仙猫。武術の神と呼ばれ、カリン塔を登った悟空に修行をつける。
ミスター・ポポ
声 - 西尾徳（元祖、Z、GT）、松本大（ゲーム『ドラゴンボールZ3』、『Sparking!』）、川津泰彦（改、超、DAIMA）、斉藤貴美子（ミニ形態(DAIMA)）
古くから地球の神の付き人をしている実質的な神殿の管理者。年齢は1000歳以上。肌が黒く、ずんぐりむっくりの体型、丸い眼に厚い唇でほとんど表情の変化を見せない。着ている服はアラビア風で、ターバンも身につけている。一人称は「ポポ」（初登場時は「わたし」）。
作中で登場した神の2代前から神殿で代々の神の付き人をしており、アニメでは先代の神や神仙界のことを詳しく知っている。作中では語られていないが、カリン同様、あの世から派遣された人材。神龍の模型を作った本人であり、神龍が殺された際には模型を作り直して再生させた。飛行と瞬間移動機能付きの魔法の絨毯を操ったり、ナメック語も話せる。
神殿に上がって来た者をテストすることもあり、格闘能力は非常に高く、ピッコロ大魔王を倒した当時の悟空をあっさり打ち負かし、残像拳を破ったり、アニメでは、悟空のかめはめ波を飲み込んだり、ピッコロ大魔王を倒した際のパンチも避けた。悟空が天界で修行するようになってからは、彼に武術を教えた。第23回天下一武道会でチチと戦った際の悟空の武術を見たピッコロは「魔族の技に近い」と評した。
アニメの魔人ブウ編では超サイヤ人化した悟天とトランクスに襲われ、最初は攻撃を受け止めたもののダウンさせられた。
神を心から敬っており、そのため、悟空に「ピッコロが死ねば神様も死ぬ」ことを神様にも内緒で教えた。ピッコロの死で神が消滅していく際（アニメ）や、神を生き返らせることができると知ったとき、神がピッコロと融合する際（アニメ）に涙する場面もあった。地球の新たな神になったデンデを補佐し、魔人ブウ編ではブウからデンデを守るために彼を地上に放り投げた。自らはブウに菓子にされ、食べられて死亡したが、ナメック星のドラゴンボールによって生き返る。
名前の由来は特になく、「単に音の響きからこうしたんだと思います」と鳥山は語っている。
北米版のコミックでは唇が薄く修正されている。
地球の神（神様）
声 - 青野武（元祖、Z、改4話 - 51話）、島田敏（改66話 - 68話）
地球のドラゴンボールと神龍の創造主。神になるため、心の中に芽生えたわずかな悪の心と分離するが、それによってピッコロ大魔王を生み出すことになる。サイヤ人編においてナメック星人であることが判明する。
閻魔大王
声 - 郷里大輔（Z、GT、改第4話 - 第11話）、大友龍三郎（改第129話 - 第157話、超）
この世とあの世の法則を司り、死者の魂には絶対の権力とあの世を司る力を持つ。地球の神も閻魔大王には機嫌を損ねないような話し方を心がけていることから、神よりも格上である。界王の弟子であり、悟空とは兄弟弟子の間柄。死んだラディッツを軽く取り押さえるほどの実力もある。
モデルは仏教の冥界の王「閻魔」だが、額に「（閻）」と書かれた二本の角の生えた帽子を被り、背広にネクタイの洋装をしている。身長10メートルはある巨体。
閻魔帳に基づいて吟味を行い、天国行きか地獄行きかを決定している。アニメではあの世とこの世を司る力を持っているとされており、それが発揮できなくなると世界の法則が狂い、地獄の死者があの世から蘇るなどの現象が起こる。また、アニメでは死者を押さえつける巨大な判子を使う。
堅物ではなく、人や状況によっては新たに生まれ変わらせたり、ベジータのように死後も肉体を与えたりするなど状況に応じて対応を変える融通の利く人物である。また懐も深く、悟空はミスター・ポポとデンデを除く天界関係者は最低限「さま」付けをするが、閻魔のみ「エンマのおっちゃん」と呼んでおり、彼もそれに修正を促さない。劇場版『復活のフュージョン!!悟空とベジータ』では、その日の機嫌によって地獄と天国に送る基準が変動するらしく、かなりの高確率で魂を地獄行きにしている姿が見られ、周囲の鬼たちから「今日の閻魔様は機嫌が悪いらしい」と囁かれている。
『超』ではいつまでも反省せず魂が成仏しないフリーザに手を焼いている。また、自分たちがいる宇宙の他にも宇宙があることは噂に聞いたことがある程度だという。
『ドラゴンボールZ カカロット』では蛇の道を進もうとする悟空に対してクイズを行っており、その最中に死者を蘇らせることが可能なドラゴンボールに対して「自分の一度やった仕事がなかったことになる」と言っており、あんなのを誰が作ったのかと地球の神に対してぼやいていた。また、「頭も良くなければ閻魔大王は務まらない」と自称していたが、その割には前述のクイズにおいては「今、何問目？」という最後の問題では自分が出題したにもかかわらず間違えており、「自分の間違いを見抜けるかどうか試した」と強引な言い訳をしていた。

### 神龍
神龍（シェンロン）
声 - 内海賢二（元祖、Z第21話 - 第100話、改第8話 - 第51話、劇場版第1作、第4作 - 第7作、第17作 - 第18作）、佐藤正治（Z第192話 - 第193話）、矢田耕司（ドクタースランプ）、大友龍三郎（改第97話 - 第123話、超、劇場版第19作、DAIMA）
ドラゴンボールを7つ集めると出現する龍の神で、ミスター・ポポと神によって生み出された。どんな願いも1つだけ叶えてくれるが、創造主である神の力を大きく超える願いは叶えられない。死者を生き返らせる際一度に大勢の数を生き返らせることができるが、死者の2度目の復活はできない。神とピッコロの融合によって一度は消えたが、新しい神として迎えられたデンデにより復活。
ポルンガ
声 - 滝口順平（Z第76話 - 第107話）、佐藤正治（ゲーム『ドラゴンボールZ』）、郷里大輔（改第36話）、大友龍三郎（改第51話 - 第157話）
ナメック星の神龍であり、地球のものの数倍の大きさ。ポルンガとはナメック語で「夢の神」という意味であり、願いは3つまで叶えられるが、願いを叶えるためにはナメック語を使わなければならず、また、一度に多くの死者を生き返らせることはできない。ただし、自然死でなければ回数制限無く蘇生が可能。魔人ブウ編ではパワーアップされており、一度に何人でも生き返らせることができるようになった。

### 界王・界王神とその従者
宇宙を管轄する者たち。大界王神を頂点として、東西南北の界王神、さらにその下に大界王と東西南北の宇宙を担当する界王が存在する。
北の界王
声 - 八奈見乗児（Z、GT、改、超第2話 - 第12話）、龍田直樹（超第14話 - 第87話）
界王、界王神の中で作中で最初に登場した人物。「蛇の道」の終点に位置する界王星でペットのバブルスと暮らしている。当初は単に界王と呼ばれていた。作中で単に界王という場合、大抵は彼のことを指す。
東の界王神・シン
声 - 三ツ矢雄二（Z、劇場版第18作、改）、太田真一郎（GT、超、DAIMA）、小林由美子（ミニ形態(DAIMA)）
セルとの闘いから7年後の天下一武道会で、付き人のキビトと共に魔人ブウ復活の阻止の協力を悟空たちに呼び掛けるために登場。作中で単に界王神と言う場合、大抵は彼のことを指す。後に界王神界の剣「ゼットソード」に封印されていた15代前の界王神こと老界王神が孫悟飯の力を限界以上に引き出す。

### ナメック星人
デンデ
声 - 鈴木富子（Z第49話 - 第288話、劇場版第9作）、結城比呂（Z第290話 - 第291話、GT、ゲーム『Sparking!NEO』、『Sparking!METEOR』、『インフィニットワールド』）、平野綾（改、超、劇場版第18作、『フュージョンズ』以降のゲーム、DAIMA）、後藤恵里菜（ミニ形態(DAIMA)）
ナメック星のムーリ長老の村で暮らしていた子供。フリーザたちに村を襲われて殺されそうになっていたところを悟飯とクリリンに助けられる。その後はクリリンをナメック星の最長老の家に案内し、ドラゴンボールで彼らの願いを叶えるのにも協力する。セル編では悟空によって地球に案内され、ピッコロと融合した元地球の神に代わって新しい地球の神となり、地球のドラゴンボールを復活させる。
ネイル
声 - 森功至（Z）、楠大典（改、『レイジングブラスト2』以降のゲーム）
最長老を守っている、ナメック星で唯一の戦闘タイプのナメック星人。戦闘力は42000。ドラゴンボールでの願いの叶え方を聞き出すために最長老の家にやってきたフリーザとの闘いで重傷を負うが、クリリンたちが願いを叶えるための時間を稼ぐことができた。その後ドラゴンボールの力で生き返ったピッコロと同化する。

### 天下一武道会関係者
アナウンサー
声 - 内海賢二（元祖、ゲーム『天下一大冒険』、『レイジングブラストシリーズ』）、鈴置洋孝（Z、『ドラゴンボールZ』〜『インフィニットワールド』までのゲーム）、岸野幸正（GT）、大友龍三郎（ゲーム『Sparking!METEOR』、『バーストリミット』）、西脇保（改、超コラボスペシャル!、ゲーム『カカロット』）
天下一武道会においてリングアナと審判を兼務している男性。公平なレフェリングとどんなに激しい試合でも会場から逃げない、プロフェッショナル精神を持っている。長年天下一武道会の実況をしていたため悟空たちの真の実力をよく理解しており、セルを倒したのもミスター・サタンではなく悟空たちだと見抜いていた。当初は彼とは別に審判がおり、リングアナを専務していた。魔人ブウ編では大会のレベル低下を嘆いており、悟空やクリリンらの出場を待ち望んでいた。悟天を悟空の息子だと瞬時に見抜いている。

### 合体戦士
ゴテンクス
声 - 野沢雅子&草尾毅
孫悟天とトランクスの2人がフュージョンをした姿。性格は自信過剰で高飛車。超サイヤ人3に変身すれば魔人ブウ（悪）を圧倒するなど実力は伴っており、スーパーゴーストカミカゼアタックなどの技を独自に持つ。
フュージョンの特性上、本人たちの元々の実力を凌駕する力を得られるが、合体には30分間の制限時間があり、一度時間切れを起こすと再度合体するには1時間は待たなければならない。
ベジット
声 - 野沢雅子&堀川亮
孫悟空とベジータの2人が老界王神から与えられた界王神に伝わる秘宝「ポタラ」の力によって合体をした姿。実力はこの世の達人同士、しかもライバル同士の合体ともあり非常に高く、悟飯を吸収した魔人ブウですら簡単にあしらった。
ゴタン
声 - 野沢雅子&郷里大輔（ゲーム『ドラゴンボールZ2』）
孫悟空とミスター・サタンの2人がポタラの力によって合体をした姿。息子の悟飯が魔人ブウに吸収され、加勢にきた天津飯もダウンし、生き残っていたデンデかサタンのどちらとポタラで合体して戦うか悩む悟空が頭の中で想像して登場したキャラクター。悟空いわく「1000の力が1001になるだけで、もしかしたら逆に弱くなるかも」とのこと。原作では名前は登場しない。

## 敵キャラクター
悟空たちの敵として現れ、闘うことになるキャラクター。なお、当初は敵として登場するが、のちに悟空たちの味方側となる戦士については「#主要キャラクター（戦士）」の節を参照。

### ウサギ団
兎人参化（とにんじんか）
声 - 大竹宏
ならず者集団として知られるウサギ団の親分。2人の団員を引き連れている。エイジ698生まれ。ピッコロ大魔王編の時点で51歳。身長159cm、体重61kg。嫌いなものはモチ。得意技は人参化。戦闘能力は高くないが身が軽く、触った者を人参にする特殊能力を持っており、人参になったブルマを人質にとり一時は悟空を窮地に追い詰めたが、ヤムチャが加勢したため悟空に敗れた。悟空に敗れた後は、手を叩くことによりブルマを人間に戻したが、自身たちは如意棒で月に送られ2人の団員と餅を突いていた。その後に月が破壊されたため、宇宙空間を漂い続けている。なお、悪党としては名が知れていたらしく、ヤムチャは本編で対決する以前から顔を知っていた。ゲーム『ドラゴンボール 神龍の謎』や『大魔王復活』では復活して登場し、ゲーム『ドラゴンボール改 サイヤ人来襲』ではヤムチャが修行の準備をしようと隠れ家に戻った際に登場する。
『超』単行本のおまけページでは、団員と共にある星で餅をついていた時にメルスが通りがかった所を目撃する様子が描かれている。
ウサギ団団員
声 - 二又一成、佐藤正治
兎人参化の手下の柄が悪い長身と小柄な男の2人組。どちらもウサギの耳のアクセサリーを付けている。
ブルマは彼らがいる町に着いた時にバニー服を着用していたため、替えの服を買うまで団員と間違われ恐れられた。

### ピラフ一味
地球において世界征服を企む、ピラフ大王とその手下2人シュウ、マイから成る3人組。

### レッドリボン軍
地球において世界征服を狙う悪の軍団。ドラゴンボールを集めようとするが、同じくドラゴンボールを探す悟空と激突することになる。なおドラゴンボールを集めているのは、「身長を伸ばしてもらう」というレッド総帥の野望のためだが、このことを部下は知らない。

### 占いババの戦士
占いババが客に対して占う際に、宮殿の闘技場で大金を持っていない客と闘わせるための戦士。死去した武道家の霊も含めて5人構成で、強い者ほど後の出番になる。
ドラキュラマン
声 - 戸谷公次（元祖）、藤本たかひろ（ゲーム『突撃!レッドリボン軍』）
1人目の戦士。コウモリに変化できる吸血鬼。エイジ176生まれ。ピッコロ大魔王編の時点で34歳。身長168cm、体重51kg。職業は闘士。趣味はコウモリの飼育。嫌いなものは献血。得意技は吸血。おいしい血がめったに吸えないことを嘆いている。クリリンを負かすが、ニンニクと十字架が苦手という弱点を付いたウパとプーアルのタッグに敗れる。
スケさん
声 - 大竹宏
2人目の戦士の透明人間。自分を認識できないヤムチャを一方的に痛めつけるが、クリリンの機転で着色して姿が見えるようになり、ヤムチャの狼牙風風拳で逆転負けする。アニメでは占いババの指示で、悪魔の便所がある建物の隠し部屋に招き入れられた悟空に料理を運んだ。
名前の由来は透けているから。
ミイラくん
声 - 飯塚昭三
3人目の戦士で、通称「闘う干物ミイラくん」。エイジ紀元前50年生まれ。年齢は800歳以上。身長194cm、体重103kg。職業は闘士。趣味は裁縫。嫌いなものは風呂。得意技は包帯投げ。大柄で怪力を武器にするタイプと思いきや、スピードも非常に速く、亀仙人も驚愕するほど。包帯を使ったトリッキーな闘いも見せ、スケさんを倒した相手でもほとんどが彼の前に敗れるという。悪魔の便所においてヤムチャを実力で圧倒して勝利し、亀仙人に「今までの悟空ではおそらく勝てまい」とまで言われたが、悟空にはあっさり敗れる。アニメでは包帯で体を締め付ける技で悟空を苦しめる場面がある。
『Z』第285話ではアックマンと共に登場し、悟空の元気玉に協力していた。
アックマン
声 - 池水通洋
地獄生まれの悪魔族。身長2mくらい。職業は闘士。趣味はショッピング。嫌いなものは天使。もっと儲けたら地獄に戻りたいと思っている。マージョンという名の姉がいる。「魔族」とは全くの別種。天下一武道会で二度の優勝経験がある実力者で、ババの試合では最後の5人目を務めるが、悟空たちの挑戦時には育ての親である孫悟飯に5人目を譲り例外的に4人目として登場した。基本は肉弾戦だが、物体出現魔術で槍を召喚して闘うこともある。相手の悪の心を増幅させて爆発させるアクマイト光線が切り札だが、悪の心を全く持たなかった悟空には通用していない。悪魔の便所で悟空と対戦するが敗れる。
『Z』第285話ではミイラくんと共に登場し、悟空の元気玉に協力していた。
アックマン登場後に連載された鳥山の漫画『GO!GO!ACKMAN』の主人公もアックマンという名前だが関連性はない。名前の由来は悪魔っぽいからで、鳥山は「（名付けの）発想が単純でした」と語っている。
『ドラゴンボールZ Sparking!METEOR』では彼を主人公としたIFストーリーがあり、フリーザらと闘いアクマイト光線で猛威を振るった。『ドラゴンボールヒーローズ』では上級種である「サイアックマン」がトワの手下として登場している。
『Vジャンプ』のドラゴンボール特集記事・読者質問コーナーで「Z戦士は多くの悪者を倒してきましたが、アックマンにアクマイト光線で倒してもらえれば簡単だったんじゃないですか？」という質問に対し、「たぶん相手に当たらないし、もうそんなレベルの闘いじゃないんだと思います」と回答があった。

### 鶴仙流
桃白白（タオパイパイ）
声 - 大塚周夫（元祖）、岸野幸正（Z第170話 - 第174話、ゲーム『カカロット』）
亀仙人のライバル・鶴仙人の実弟。レッドリボン軍が雇う世界一の殺し屋。一度は悟空を完膚なきまでに叩きのめすが、カリン塔で修業をした悟空との再戦で敗れる。サイボーグ化して数年後に天下一武道会に登場するが、かつての弟分であった天津飯に倒される。
鶴仙人
声 - 永井一郎（元祖）、岩崎ひろし（ゲーム『カカロット』）
亀仙人のライバルで、かつて彼と共に武泰斗のもとで腕を磨いた武道家。桃白白の実兄であり、天津飯、餃子の師匠でもある。初登場時は302歳で、亀仙人とさほど変わらない歳に描かれている。サングラス、口ひげと短いあごひげが特徴。鶴の頭が付いた帽子をかぶり、左右の髪の毛が逆立っている。陰険な性格（ブルマ曰く「やなジジイ」）だが、身内への情はあり、弟の桃白白が悟空に敗死したことを知った際には怒りを露わにした。戦闘力は120。弟子を連れて、天下一武道会場へ来場した際、同様に弟子を連れてきていた亀仙人と再会、口喧嘩となり、その髪型を「中途半端ハゲ」と揶揄され、鶴仙人は亀仙人を「つるっぱげ」と罵る。そんな犬猿の仲の2人だが、若い頃は共にピッコロ大魔王の軍団と戦い、命と引き換えに大魔王を封印した師・武泰斗の最期も見届けた。ピッコロ大魔王の復活を受けて、餃子は亀仙人らとの会話の中で蘇生させた張本人は鶴仙人かと推測したが、「恐ろしさを完全に知っているから、それはない」と亀仙人からは否定されていた。天津飯は天下一武道会でジャッキー・チュン（亀仙人）と対決した折、「実力は鶴仙人より上」と評している。
後にほとんどの主要戦闘キャラクターが取得している「舞空術」は、元々は鶴仙流独自の技である。
勝つためには手段を選ばない卑怯な一面があり、第22回天下一武道会決勝戦の悟空対天津飯戦では、餃子にこっそり超能力で悟空を金縛りにするよう指示するが、天津飯がそれに気づき止めるよう指示すると、餃子もそれに従い鶴仙人の指示を拒否したため、餃子を殺そうとするも、亀仙人のかめはめ波で空のかなたに吹き飛ばされる。
第23回天下一武道会では、亀仙人たちの下に付いた弟子2人と悟空の抹殺のためにサイボーグ化した弟・桃白白と共に会場に現れるが、天津飯に敗北して彼に「二度と我々の前に姿を現わさないでください」と言われ、桃白白を抱きかかえて天津飯に「ロクな死に方をしない」と捨て台詞を残して、舞空術で会場を後にする。これを最後に作中には登場しなかった。
『元祖』では弟・桃白白の仇討ちのため、第22回天下一武道会の決勝戦の前夜に宿舎へ侵入し、寝ている悟空を暗殺しようとするが、それに気付いた悟空と手合わせするという原作にはない対決が描かれた。しかし、途中で割って入った天津飯に、たくさんの観客のいる決勝戦で倒すと言われたため、暗殺を思い留まる。第102話ではピッコロ大魔王率いる魔族と戦っていた頃の回想シーンが描かれ、魔族が口から放ったエネルギー波を亀仙人と協力した技で受け止め跳ね返して倒すが、ピッコロ大魔王に一撃でやられた。亀仙人と共に治療して救った武泰斗が打倒ピッコロ大魔王の修業の旅に出た後、武泰斗が帰ってくることを信じて修行に勤しむ亀仙人とは逆に、ピッコロ大魔王のあまりの強さから正義に絶望して悪の道に走り、拳法を使って世界一の殺し屋集団構築を企んだ経緯が語られた。第129話では若い頃（約300年前）が描かれ、背の低い男とひょろ長い男2人組の子分を従えており、当時憧れていた女性・ファンファンに振られた際、彼女が、神様による修行の一環でタイムスリップしてきた悟空を見て「かわいい」と言ったことや、師・武泰斗が彼を高く評価していたことへの嫉妬心から、悟空に対し激しい敵意を燃やす。
劇場版第3作『摩訶不思議大冒険』ではミーファン帝国の大臣という設定。同国皇帝という設定の餃子を蔑にして権力を牛耳ろうとする。部下である天津飯に餃子の殺害を命令するが、天津飯が葛藤の末裏切ったために気功砲で吹き飛ばされる。本作では鶴仙人自身の戦闘シーンも描かれ、どどん波など鶴仙流独自の技の他、機関銃の弾を素手でつかみ取る亀仙人と同じ技を見せている。
後年、鳥山は鶴仙人と桃白白のその後に関して「何かの巻き添えを受けて死亡したが、悪人なので死んだままかもしれない」と語っている}。
洞察力は長けているとはいえず、桃白白がサイボーグ化したところで天津飯の敵ではないことを見抜けなかった。また、ライバルである亀仙人がジャッキー・チュンの姿に変装して出場していることを試合の途中まで気づかず、天下一武道会で自ら場外負けをした時にはまともに戦って負けるのが嫌だったからと的外れな分析をしている。アニメでは、悟空とクリリンの真剣勝負を馴れ合いと評している。
アニメでは、上記の性格の悪さや卑怯なだけではなくスケベぶりも強調されており、ブルマやランチの胸を見てセクハラ発言をしている。
名前の由来は、鳥山いわく「亀じゃなきゃ鶴」かなと」のこと。

### 魔族
ピッコロ大魔王
声 - 青野武（元祖、Z）、島田敏（『超究極武闘伝』以降のゲーム）
神から分裂した僅かな悪の心が成長した姿。かつて亀仙人と鶴仙人の師、武泰斗の魔封波によって電子ジャーの中に封印され、亀仙人によって電子ジャーごと海溝の底に身を沈められたが、300年後にピラフ一味によって再びこの世に蘇る。ドラゴンボールによって若返り、国王として一時的に世界を支配する。
ピアノ
声 - 平野正人
ピッコロ大魔王が復活して最初に生み出した部下。プテラノドンに似た顔が特徴。戦闘員ではなく、大魔王の側に佇み側近的な役割を担う。戦闘描写がないため実力は不明。エイジ753生まれ。
悟空とピッコロ大魔王の死闘の最中、吹き飛ばされた大魔王の体に潰され圧死した。
アニメ『元祖』では、王立防衛軍が撃つ嵐のような銃弾の中すらピッコロ大魔王と一緒に平然と無傷で歩いて、倒れた兵士のヘルメットも食べるように口にくわえてかじった。死後、その亡骸はピッコロ大魔王がフルパワーを発する際の地鳴りで地面が緩くなったことで地中に埋没した。
タンバリン
声 - 中尾隆聖
ピッコロ大魔王が天下一武道会の歴代出場選手殺害を目的に生み出した部下。翼を持つ爬虫類のような人型。身長188cm、体重74kg。趣味は殺人。嫌いなものはべつにない。得意技はあらゆる武術。ピッコロ大魔王にはシンバルよりも数倍強いと評されている。
第22回天下一武道会終了直後に大会参加者名簿を奪い、居合わせたクリリンを殺害。追ってきた悟空との戦いでは、悟空が力を使い切った状態だったために圧勝し、口から出したエネルギー波によって筋斗雲を完全に消滅させる。『元祖』では、舌をロープのようにして相手を捕らえる技や電流を相手に流して感電死させる技も使った。その後は次々と大会参加者たちを殺害。原作で判明している犠牲者はクリリンのほかにギランとナムだけだが、『元祖』では男狼、バクテリアン、パンプット、チャパ王とその大勢の弟子も殺している。次の標的であるヤムチャを狙った際（『元祖』では実際に闘っている途中）、ピッコロからシンバルを倒した者の抹殺を命じられ、シンバルを倒したヤジロベーと一緒にいた悟空と再び戦うが、今度は悟空が万全の状態だったためまったく歯が立たず、逃走を試みたところをかめはめ波を受け消滅した。
アニメ『元祖』では、バクテリアンを手からの電撃で感電死させた。『超』では悟空とクリリンが修行の一環として訪れた「おそろしの森」で、クリリンの記憶が生み出した幻影の1人として現れる。
スーパーファミコン用ゲーム『ドラゴンボールZ 超悟空伝 -突激編-』では、悟空が2回目の戦いで取り逃がした場合は後に天津飯に一撃で倒される。
シンバル
声 - 郷里大輔
ドラゴンボールを集めるためにピッコロ大魔王が生み出した部下。性別は無し。身長181cm、体重115kg。趣味は殺人。嫌いなものは死ぬこと。二足歩行するドラゴンのような形態。ヤジロベーにあっさりと横一文字に真っ二つに斬られて死亡、焼いて食べられた。ヤジロベーいわく「かなりの美味」とのことだが悟空は気味悪がっていた。
ドラム
声 - 郷里大輔
ピッコロ大魔王がドラゴンボールで若返った後に初めて生み出した部下。鬣状の突起を持つ爬虫類のような太った人型。ピッコロが老いていた状態で生み出したタンバリンやシンバルよりも能力が高い。
ピッコロに挑んできた天津飯の前に立ちはだかり、巨体からのパワーとそれに似合わぬスピードで天津飯を追い詰めるが、助太刀に来た悟空に頭を蹴り飛ばされ死亡する。
『元祖』ではピッコロ大魔王の身代りに魔封波をくらっている。また、遺体は悟空との戦いでピッコロ大魔王が放った光線が当たり消滅している。

### サイヤ人関連
ラディッツ
声 - 千葉繁
惑星ベジータ消滅時に他所の星を攻めていたため生き残ったサイヤ人の下級戦士。悟空の実兄。性格は冷酷で卑劣。弟のカカロット（悟空）を戦力に加えるために単独で地球に向かい、悟空にサイヤ人について教え、サイヤ人編以降の物語の引き金となる。圧倒的な強さを見せるが、最期は悟空とピッコロのタッグの前に敗北する。
ナッパ
声 - 飯塚昭三（Z）、梁田清之（GT）、稲田徹（改、劇場版第20作）
サイヤ人のエリート戦士。ベジータと共に地球を襲撃する。ラディッツやベジータと比べて屈強な体格で、口髭を生やし、スキンヘッド（禿げ頭）が特徴の巨漢。圧倒的な耐久力とパワーで地球の戦士たちを次々と倒したが、界王星で修行を積んだ悟空には歯が立たず、ベジータに処刑された。
栽培マン（サイバイマン）
声 - 古川登志夫、鈴置洋孝、古谷徹（Z、ゲーム『ドラゴンボールZ』）→沼田祐介（ゲーム『ドラゴンボールZ2』以降）他
サイヤ人の科学者が開発したバイオテクノロジー兵器。種子と成長液がセット内容。種子を土に埋め込み、成長液を垂らして数秒待つだけで、誕生する。土地の栄養状態によって戦闘力が変化するという特性を持つ。

### フリーザ一味
宇宙の星々を襲うフリーザの一味。
フリーザ
声 - 中尾隆聖
星の地上げなどの活動を行っているフリーザ一味の統括者。ナメック星で悟空と激戦を繰り広げる。
ギニュー特戦隊
フリーザが全宇宙から選りすぐったエリート集団の5人からなる宇宙人戦士の総称。構成員は隊長ギニュー、リクーム、バータ、ジース、グルドの5人。

### 人造人間
ドクター・ゲロが、最初はレッドリボン軍のために、後に孫悟空への復讐のために作った人造人間。
人造人間20号（ドクター・ゲロ）
声 - 矢田耕司（Z、GT、改、劇場版10作）、沢木郁也（ゲーム『フュージョンズ』以降のゲーム）
元レッドリボン軍の科学者。自らも人造人間となり、レッドリボン軍を壊滅させた悟空への復讐を目論む。
人造人間17号
声 - 中原茂
ドクター・ゲロに、姉の人造人間18号とともに人間をベースに改造された永久エネルギー式の人造人間。『ドラゴンボールGT』では洗脳され、悟空たちの強敵として立ちはだかるが、『ドラゴンボール超』では力の大会でかつて敵対していた悟空と共闘し、信頼関係を築いた。
人造人間18号
声 - 伊藤美紀
双子の弟（17号）同様、永久エネルギー式の人造人間。セルとの戦いの後にクリリンとの結婚を経て仲間となる。
セル
声 - 若本規夫
ドクター・ゲロが開発したコンピュータにより、悟空ら戦闘の達人たちの様々な細胞を組み合わせて出来たバイオテクノロジーによる人造人間。吸収や融合により、全人造人間の中で最も高い戦闘力を持つ。

### バビディ一味
バビディ
声 - 八奈見乗児（Z、GT）、島田敏（改、DAIMA）
魔人ブウを作った魔導師ビビディの子供。魔人ブウを復活させ、全宇宙の支配を企む。
ダーブラ
声 - 大友龍三郎
暗黒魔界の王。バビディに操られて忠実な側近となっている。セルと同等の戦闘力と悟空に評され、さらにツバを吐き相手を石化したり、炎を吐いたり、剣を何もない空間から取り出したりといった力を持つ。
スポポビッチ
声 - 江川央生
バビディに操られていた大柄な地球人。魔人ブウの復活に必要なエネルギーを集めるため、ヤムーと共に天下一武道会に出場する。ビーデルとの試合で何度攻撃を受けても起き上がり、人間離れした能力で執拗に痛めつけ勝利し悟飯の怒りを買う。ヤムーと共に悟飯のエネルギーを吸収し、バビディの元へ帰還するが「ご用済み」と魔術で体を破裂させられて死亡する。
スキンヘッドの頭部に血管が浮き出ている。また、舞空術や気功波を使用可能。
洗脳される前は長髪の大男で、天下一武道会に出場していたジュエールとキーラの回想で登場。アニメではサタンに敗北する回想シーンが追加されている。
『Sparking!METEOR』ではベジータと戦わせると、スキンヘッドの額にMと書かれていることについて一方的に難癖を付けられる。その他にも自分が苦しめたビーデルや、その娘のパンからは憎まれ、見限られたバビディを恨んでいる場面がある。
ヤムー
声 - 龍田直樹（Z）、高戸靖広（改）
バビディに操られていた地球人。魔人ブウの復活に必要なエネルギーを集めるため、スポポビッチと共に天下一武道会に出場する。スポポビッチと比べ冷静な性格で、彼の試合を観戦した際、必要以上に相手を痛めつけるスポポビッチにさっさと勝つように一喝している。スポポビッチと共に悟飯のエネルギーを吸収してバビディの元へ戻るが、魔術で破裂したスポポビッチを見て恐怖し逃走を図るも、プイプイの放ったエネルギー弾を受けて爆死する。
プイプイ
声 - 麻生智久（Z、改、『ドラゴンボールヒーローズ』以降のゲーム）、里内信夫（GT、ゲーム『Sparking!METEOR』）
バビディの配下。地球の10倍の重力がある惑星ズン出身の戦士。
界王神からその実力を警戒されていたが、バビディの宇宙船のステージ1でのベジータとの闘いは劣勢となる。対戦前は、戦い順を巡ってジャンケンで決めようとする悟飯たちを見て呆然としていた。バビディの魔術によりステージが地球の10倍の重力を持つ故郷「惑星ズン」となるが、元々地球の10倍の重力を持つ惑星ベジータで生まれ育ったベジータにとっては何の意味もなかった。最期はベジータのエネルギー波を受け消滅する。
ダーブラ同様、バビディの魔力で邪悪な心を持つ者として召喚魔法で呼び寄せられ、さらに心をコントロールされて忠実な部下となった。
『超』漫画版ではヤコンとともにトランクスのいた未来世界に登場するが、バビディにおとりとして利用され、トランクスたちに倒された後の姿が晒されるのみだった。銀河パトロール囚人編では、彼の同族が登場している。
『GT』では地獄から復活し、人造人間19号とともに地球で暴れまわるが、悟天によって倒される。その後、閻魔宮で再び地獄行きにされる。
名前の由来は、まじない用語の「チチンプイプイ」から。
ヤコン
声 - 幸野善之
バビディの配下。暗黒星で育った巨大な魔獣で、界王神も警戒するほどの存在。魔獣ヤコンとも呼ばれ、鎌のような爪を武器に闘い、光を食べる習性を持つ。アニメでは界王神に「宇宙の魔獣と恐れられている、とんでもなく強い奴」と評され、自分を呼び出しに来たバビディの部下2人を捕食するなど、原作以上に残忍な獰猛性が強調されている。
バビディの宇宙船のステージ2で悟空と交戦、悟飯いわく「でかいのに素早い」らしく悟空を驚かせる。バビディの魔術により完全な闇の世界である暗黒惑星となったステージで悟空を追い詰めようとするが、空気や気の流れで敵の動きを探知できた悟空は暗闇を苦にすることなく戦闘を行った。あえて暗闇を明るくするため悟空が変身した超サイヤ人の光を食べエネルギーを吸収しようとするも、最期は超サイヤ人2となった悟空がエネルギーを一気に爆発させたことで、自身の吸収できる限界を超え全身が破裂し死亡する。本人いわく、超サイヤ人の光は「今まで食べた中で最もうまくてボリュームのある光」。
エネルギー値はバビディが持っていた機械の計測によれば800キリ。悟飯は当初、「お父さん（悟空）ひとりで全然大丈夫だと思います」と実力を評したが、超サイヤ人になった悟空から光のエネルギーを食べる様子を見て自身も戦う意思を見せ「ふたりなら超サイヤ人にならなくても勝てる」 と発言した。
『GT』ではプイプイや他の悪人と共に地獄から復活し、悟天を不意打ちしたがトランクスによって倒される。その後、閻魔宮で判決を待つ列に並んでいる。
バビディの部下
声 - 石川英郎、幸野善之（Z）、松本大督、根本幸多（改）
バビディの部下たち。プイプイと同じ体型だが、頭部の形状が異なる。エンディングクレジットでは部下（Z223話）・戦士（Z230話）とも表記される。
原作では1コマで1人のみの登場だが、アニメでは、ヤコンに捕食された者や、原作では不在だったステージ4で悟飯らを迎撃した10名（腹部に番号が書かれている）など、同族が登場する。界王神からは「雑魚」と評される。
漫画版『超』の銀河パトロール囚人編にて、惑星ズンが襲われた際、前述のプイプイに酷似した戦士と共に登場した。
魔人ブウ
声 - 塩屋浩三、安室志穂（ミニ形態(DAIMA)）
バビディの父親・魔導師ビビディによって作られた、遥か太古に全宇宙を破壊の恐怖に落とし入れた魔人。地球に封印されていたがバビディによって解放される。

### その他の敵
プテラノドン
声 - 大竹宏（元祖）、平井啓二（ゲーム『ドラゴンボールDS』）
ブルマを連れ去ろうとしたプテラノドン。劇中で悟空が戦った最初の敵である。悟空を縄で縛りそのまま逃走を図るが、如意棒で頭部を強打され落下する。
山賊
声 - 藤本たかひろ（ゲーム『ドラゴンボールDS』） 、坂熊孝彦（ゲーム『天下一大冒険』）
クマの姿をした大柄の山賊。青龍刀を所持している。行く手を阻み大好物のウミガメを自分へ渡すよう迫るが、悟空のジャン拳（グー）で倒される。名前は週刊少年ジャンプ特別編集『DRAGON BALL 冒険SPECIAL』では「リカント」、その他の媒体では「山賊」や「山賊熊」と呼ばれる。
ストリートファイター

西の都でストリートファイトを行っていた拳法家。挑戦者が1万ゼニーを支払い自分と対戦し、勝てば賞金10万ゼニーを渡すという興行をしていた。資金を調達するため参戦を表明した悟空を侮り、無料で挑戦させるが、軽く煉瓦を壊す実力を見て降参する。『DRAGON BALL 冒険SPECIAL』ではストリートファイター、『ドラゴンボール大全集』のキャラクター事典では拳法家、スーパーファミコン用ゲーム『ドラゴンボールZ 超悟空伝 -突激編-』では「グレート・リー」と名前が付けられている。
チンピラ
声 - 田中亮一
人間とイノシシの2人組のチンピラ。西の都で悟空から10万ゼニーを強奪しようとするが返り討ちにされる。『元祖』ではレッドリボン軍に雇われたハスキーと手を組んで悟空たちを狙っていた。
番人ロボット
声 - 利根健太朗（ゲーム『ドラゴンボールヒーローズ』）
海賊ロボ、ガイコツロボットとも呼ばれる。その昔海賊たちに作られ、海賊港への敵の侵入を防いできた番人。水陸両用タイプで、左腕に機関砲、右腕にはサーベルを装備し尻尾には電流を流す機能がある。足裏のノズルで飛行やホバリングも可能。レッドリボン軍編において、ドラゴンボールを探しにやってきた悟空と戦うが敗れる。ファンからの人気は高かったという。
『カカロット』ではガイコツロボ表記のザコ敵として数種類が登場している。両脚部分がホバーとなっており、空を飛ぶ事が可能。護身用として売られており、一部のメインストーリーやサブストーリーでは一般人が呼び出す描写もある。また、護身用として売られているためか、原作では無関係だったレッドリボン軍の警備用ロボットとしても登場している。
大ダコ
声 - 玄田哲章（元祖） 、藤本たかひろ（ゲーム『突撃!レッドリボン軍』）
海底洞窟の落とし穴に潜むタコの怪物。登場時に悟空から「あっ、オラお前知ってるぞ。イカだろ?」と言われ、怒って「タコだっ!」と返している。悟空を捕食しようとするが、かめはめ波で丸焼き（悟空いわく「これが本当のタコヤキ」）にされて逆に食べられる。
名前は『DRAGON BALL 冒険SPECIAL』とゲーム『ドラゴンボール改 サイヤ人来襲』では「大ダコ」、『元祖』では「タコ」。ゲーム『大魔王復活』ではこのキャラクターに相当する魔族の仲間である「大ダコ・バンジョー」が登場し、8本の足で攻撃を繰り出す八手拳を使用する。
銀行強盗グループ
声 - 田中一成、川津泰彦、林延年（Z）、荒井聡太、新井良平、井野優（改）
サタンシティの銀行を襲った5人組の覆面銀行強盗。武器はマシンガン。初登校日の悟飯が変身した金色の戦士（超サイヤ人）に倒された。
強盗ふたり組
声 - 平井啓二、沼田祐介（超）
2人組の銀行強盗犯。巨漢は親分で小柄の男は子分。サタンシティとランドセルタウンを結ぶハイウェイを逃亡中にビーデルと交戦。巨漢強盗はビーデルにあっさり倒され、小柄強盗は逃走するもグレートサイヤマンに倒される。
アニメでは『Z』のオープニング映像のみの登場。また『DRAGON BALL 大全集』補巻にあるスペシャルポスター「オールアニメキャラクター集合」の中に原作と同じグレートサイヤマンを見て驚く小柄強盗の姿が掲載されている。
『超』第73話にも登場。以前のアニメでは描かれなかった、敗北・逮捕シーンが悟飯の回想で描かれた。悟飯がグレートサイヤマンの撮影に参加した日の前日に脱獄。巨漢強盗は軍用アーマーを着用した状態で、以前のように銀行強盗を行い、クリリンに投降を命じられるが拒否し、グレートサイヤマンとの因縁の再会も果たす。巨漢強盗は凶悪指名手配犯の宇宙人ワタガッシュに寄生された小柄強盗の手で倒され、小柄強盗はグレートサイヤマンのキックで吹き飛ばされた後、ワタガッシュが抜け出たことで元の状態に戻り、巨漢強盗と共に警察に逮捕された。
ライフル銃の男
声 - 風間信彦（Z）、沼田祐介（改）
本名は不明。『ドラゴンボール大全集』のキャラクター事典には「人間を撃つ男」、『Z』では「ライフル銃の男」、『改』では「若い男」、『ドラゴンボールZ カカロット』では「悪人」と表記。以前から人間を撃ちたいという願望を持ち、魔人ブウの混乱に乗じて、人間をゲーム感覚で無差別にライフルやマシンガンで虐殺していた男。
元は良家の人物らしく、召し使いを従えていた。ブウの家付近に現れ、岩場からベエを射殺した後、サタンがいるにも拘らず、自分たちが新しいヒーローになれると宣言してバズーカを撃ち込み、家を吹き飛ばすが、怒ったサタンに殴打され岩場から落とされる。その後、サタンを後ろから撃って逃走を図り、これに怒ったブウから邪悪の部分であるブウ（純粋悪）が誕生。銃を撃って抵抗するが、ブウ（純粋悪）のエネルギー波で跡形もなく消滅した。
前述のことから、サタンからは「地球のゴミ」、ピッコロからは「バカな地球人」、『Z』『改』共にナレーターからも「心ない悪党」「アホ」呼ばわりされた。『改』では人間を虐殺するシーンは省略されている。
ブウ（純粋）戦後、サタンが生き残ったブウ（善）をベジータから庇おうとした際に「悪い奴になったのは、バカな奴が犬（ベエ）を殺したからなんだ」と言われ、邪悪なブウを誕生させ事態を悪化させた元凶となっている。
召し使い
声 - 川津泰彦
ライフル銃の男の召使いで、ハンチング帽を被った男性。『ドラゴンボール大全集』のキャラクター事典には「人間を撃つ男の付き人」、『Z』では「召し使い」、『改』では「執事」、『カカロット』では「悪人の従者」と表記。
主人のことを「坊ちゃん」と呼んでいた。当初は主人の所業を止めようとしていたが逆らえず、老人夫婦を射殺したことを契機に次第に虐殺を楽しむようになる。
主人がブウ（純粋悪）に殺された後、ブウ（善）を吸収したブウ（悪）に口から体内に入り込まれ、爆死する。

## その他のキャラクター
戦士たちと出会ったり、話したり、または物語に登場はしたが、戦士たちと出会わなかった無関係の者たち。
ヘッジ、ホッグ、リー
声 - 本多知恵子
ウーロンにさらわれた3人の娘。村での畑仕事を嫌がってウーロンの住処で贅沢に暮らして、村人や親の心配を他所に村に帰ろうとしなかった。ウーロンも彼女たちには手を焼いていたらしく、連れ帰るように哀願していた。
名前の由来は戦車のニックネーム「ヘッジホッグ」と「リー」から。
イルカ

悟空とチチに亀仙人が住むカメハウスの場所を教えてくれたイルカ。台詞の語尾に「イルカ」とつけて喋る。
仏滅のようなギャル
声 - 鈴木富子
悟空が亀仙人に命じられて連れて来たギャル。その姿を見た亀仙人は絶句した。スーパーファミコン用ゲーム『ドラゴンボールZ 超悟空伝 -突激編-』にも登場。
人魚
声 - 島本須美
悟空が亀仙人に2度言われて連れて来たぴちぴちギャル。亀仙人好みのギャルだが、その正体は人魚で尾びれがある。亀仙人が彼女の胸をつっつかせてもらおうとしたところ、怒ってパンチをくらわせて帰って行った。
警官
声 - 戸谷公次、田中亮一
銀行強盗を働いて逃亡中の凶暴な方のランチを追跡していた2人組の警官。くしゃみで穏やかな性格になったランチを助けるため悟空に倒された。
おばさん
声 - 峰あつ子
亀仙人の石探しの修行でクリリンにサインペンを貸した黒人のおばさん。サインペンを貸してもらおうと家に突然訪ねて来たクリリンを不思議がっていた。
牛乳屋
声 - 玄田哲章
牛乳屋の牛の店主。亀仙人が悟空とクリリンに修行の一環として牛乳配達させるために頼みこんだ。
サングラスの女性
西の都で悟空がブルマの家の住所を尋ねていたサングラスを掛けた女性。赤ん坊を乗せたエアベビーカーを押して歩いていた。
西の都の女性
悟空にお巡りさんの場所を教え、悟空から10万ゼニーを貰った若い女性。
タクシーの運転手
声 - 龍田直樹
西の都の狼のタクシーの運転手。悟空が無銭のままタクシーに乗ったため、怒鳴りつけて悟空を降ろした。
仕立て屋
声 - 田中亮一
桃白白に無理やり頼まれ服を3日で徹夜で仕立てたが、服代を要求したため桃白白に殺害された。
服屋
声 - 戸谷公次
占いババの宮殿に行く前に、レッドリボン軍との闘いでボロボロになった悟空の服を新調したウエスタン調の町の服屋の店主。『DRAGON BALL 大全集』の4巻で「テーラー店主」と表記されている。
金持ち夫婦
占いババにとてつもなく高い占い料を支払って、純金の漬物石のありかを占ってもらっていた。
キングキャッスル衛兵

国王に使える衛兵の一人。ピッコロ大魔王に素手で挑むが殺された。ピッコロは彼を「うすらでかいの」と言い表していた。
農夫
声 - 松尾銀三（Z）、園部啓一（改）
名称はアニメエンディングより。農作業に従事していたところ、ラディッツの丸型ポッドに遭遇。中から現れたラディッツに恐怖して発砲するも、弾丸を素手で受け止められ、指で弾き返された弾により死亡する。ラディッツのスカウターにて計測された戦闘力は5。『ドラゴンボール大全集』では「牧場のおやじ」、公式サイト『ドラゴンボール オフィシャルサイト』では「戦闘力5のおじさん」として紹介された。
医師、看護婦
声 - 真地勇志、嶋方淳子（Z）、麻生智久、安田早希（改）
ベジータとの闘いで重傷を負った悟空が入院した西の都の病院の医者と看護婦。医者は宇宙人と闘ったという悟空の言葉を信じず、重傷を負いながらも身体を鍛えようとする悟空に呆れていた。看護婦は亀仙人にお尻を触られるセクハラをされていた。仙豆で完全回復した悟空を見て驚いていて、筋斗雲で飛び去った悟空に腰が抜けていた。
バーダック
声 - 野沢雅子
サイヤ人であり、カカロット（孫悟空）とラディッツの父親。惑星ベジータを滅ぼそうとするフリーザ一味に最後まで抵抗する。
外見は悟空にそっくりだが、左頬に十字傷がある。
トラックの運転手
声 - 藤本たかひろ（改）
幹線道路でベジータと18号の闘いに出くわした大型トラックの運転手。走行の妨げになっていたためベジータたちを怒鳴りつけるが、ベジータの衝撃波でトラックもろとも吹き飛ばされた。
配送車の人
「LUCKY FOODS COMPANY」という生鮮食品会社の配送車の2人。一息ついて休憩しているところ17号たちが車で悟空の家に行くため、彼らの配送車を奪って行った。16号が車を持ち上げて中の荷物をどかした姿を見て呆然と立ちつくしていた。
服屋の店員
声 - 麻生智久（改）
18号に服を強奪された田舎のウエスタンスタイルのブティック店員。ウエスタン風の服を着用した18号を似合うと褒めるが（アニメでは時々彼女に睨まれ怯えながら褒めていた）、服が田舎ぽくってダサいと言われていた。16号を見て怯えていた。
パトカーを壊される警官
服を強奪した18号をパトカーで追跡するが返り討ちにされた2人の警官。アニメでは3台のパトカーが破壊されて返り討ちにされたり、服を強奪する前にも別の警官が車を盗んだ17号たちを追跡した時も、18号にパトカーを壊されていた。
ジンジャータウン一偉い金持ち
声 - 田中亮一（改）
セルに生体エネルギーを吸収されたジンジャータウンの生き残りの金持ち。駆けつけたピッコロに金で助けを乞うが、セルに生体エネルギーを吸収された。
田舎の老夫婦
孫悟空一家が暮らす田舎の近所の老夫婦。テレビでセルゲームを観戦している時、超サイヤ人化した悟空の姿を見てチチから最近悟空は髪の毛を染めたということを聞かされ、いつも派手な格好をしていると言っていた。
老人
未来トランクスの世界の老人。妻子を人造人間に殺されており、転倒した自動車の中から17号に拳銃を放つも通用せず、17号に銃を奪われ射殺される。アニメではセルとの戦いから帰還したトランクスに助けられて生存。
ZTVの実況アナウンサー
声 - 岸野幸正（Z第175話 - 第192話）、西脇保（改）
本名は不明。「ZTV」のアナウンサー。眼鏡をかけた五分分けのヘアースタイルが特徴。セルゲームの現場を中継し、サタンらとともに悟空たちの闘いを見届ける。サタンを信頼しており、ベジータに暴言を吐かれるが、サタンの闘いをやめさせようとした悟空を「ドアホ」呼ばわりした。悟空らの戦いを見たことで超人だということがようやくわかり、悟空らをバケモノ呼ばわりして、サタンを避難させる発言をしている。セルが消滅した後はサタンの「自分がセルを倒した」というハッタリを信じ、サタンの手により地球が救われたことを全世界に報道した。アニメではサタンからセルを倒したと聞いた時、しつこいくらい何度も聞いており疑っていたのが窺える。また、その後はサタンと一緒にセレモニーパレードに出演して全世界にセルの最期や殺された人々が生き返ったことを報道した。
担任
声 - 徳山靖彦（『改』第99話）、麻生智久（『改』第100話）
第200話に登場。
体育教師
声 - 江川央生（Z）、平井啓二（改）
髭面の外見をしたオレンジスターハイスクールの体育の教師。ベースボールの試合の授業で悟飯の能力に驚いていた。
若者
声 - 林延年（Z）、根本幸多、荒井聡太（改）
カスタム車でサタンシティを暴走していた2人組のヤンキー風の若者。グレートサイヤマンに変身したばかりの悟飯に注意され、最初は悟飯がその場で考えついたグレートサイヤマンの名前や格好、決めポーズがダサいと馬鹿にして笑っていたが、怒った悟飯が道路を蹴って破壊したのを見て驚き、悟飯に安全運転を約束して去って行った。
イダーサママ
声 - 江森浩子（Z）、斉藤貴美子（改）
イダーサ・イコーセ兄弟の母親。原作・アニメともに正式な名前は不明だが、アニメでは「イダーサママ」もしくは「ザーマスママ」という役名となった。彼ら兄弟の母親なだけあって嫌味な性格をしており、語尾に「ざーます」と付ける。アニメではPTA会長も務めていることやバビディにトランクスの住所を教えたことが描かれた。なお、口うるささにはバビディからも嫌な顔をされた。
バリー・カーン
声 - 檜山修之（超）
雑誌に載っている大人気のスーパースター。街を襲っていた魔人ブウは拾った雑誌を見て顔を彼に真似て変え、女性にキスを迫ろうとしたが拒絶されたため、その女性を菓子に変えて食べた。
『超』では本人が登場。人気絶頂で女性からも人気が高く、表向きは常識人であるが、実は非常に自尊心が高く高圧的な性格。ミスター・サタンに依頼し、自らがグレートサイヤマンを演じる映画を撮影する。マイナーヒーローであるグレートサイヤマンを題材にしたのは、イケている自分とギャップがあって笑えるという理由から。ナンパ癖もあり、有名人である自分自身の名声を利用してビーデルを落とそうとしていた。映画の撮影中に、甘栗ココアを利用して悟飯を陥れようとするも失敗し悔やんでいた所、ワタガッシュに取り付かれパンを誘拐しグレートサイヤマン（悟飯）と交戦。戦いの中で巨大化して怪物のような姿となり、一度は悟飯を心停止させたが、ビーデルとパンの応援によって復活した悟飯の「超グレートサイヤマンビーム」と称したかめはめ波によってワタガッシュは倒された。自身も元に戻り、全裸で気絶しているところをジャコに回収される。その後の映画の記者会見では、「グレートサイヤマンの正体が悟飯だとバラしたら、暴れた怪物の正体があなただったとバラす」というココアの脅しに大人しく従っていた。
ワタガッシュが彼の心の闇に取り付いた姿の名称は「バリー・カーン 異形化」であり、第1段階から第3段階までの形態を持ち、超人的なパワーとスピードを見せる。
盲目の少年
声 - 林原めぐみ（Z）、桑島法子（改）
魔人ブウと打ち解けた初めての人間。地球がブウの脅威にさらされる中ミルクを買いに出かけていたが、生まれつきの病気で眼が見えないためブウを前にしても恐れなかった。自分の姿を見せて驚かせようとしたブウに眼を治してもらったことで彼に感謝し、ほんのわずかだけブウに殺すこと以外の喜びを感じさせる。原作より未来が舞台であるゲーム『ドラゴンボールオンライン』では、かつて魔人ブウに助けてもらった感謝を忘れないように、自ら「ビイ」と名乗るようになった。
町の老夫婦
声 - 麻生智久、鈴木渢
魔人ブウ事件において、ブウの魔の手から逃れるべく、町から山に避難しようとしていた老夫婦。その最中老婆はライフル銃の男に射殺され、老人も付き人に射殺される。アニメでは都に孫がおり、老婆の持ち物の中には孫用のくまのぬいぐるみもあった。『改』では未登場。
魔法使いのクソババア
声 - 山田礼子（Z）、進藤尚美（改）
15代前の界王神からポタラを奪い、むりやり融合した魔法使いの老婆。自らを「プリチーギャル」と評しポタラをイヤリングと思い勝手につけたことで融合し、界王神は不思議な力を使えるようになった。『改』では「魔法使いのお婆さん」と表記。